# 16 × Deutschland
16 × Deutschland – Menschen, Orte, Geschichten ist ein von der ARD produzierter Dokumentarfilm, der aus 16 Kurzfilmen besteht, in denen sich verschiedene Autoren jeweils einem der 16 Bundesländer der Bundesrepublik Deutschland widmen.

## Entstehung
Im Jahr 2010 produzierte der Rundfunk Berlin-Brandenburg (rbb) zum 20. Geburtstag des Landes Brandenburg den Film 20 × Brandenburg – Menschen, Orte, Geschichten, der aus 20 Kurzfilmen von 20 Filmemachern bestand. Nach demselben Muster schuf die ARD zum Tag der Deutschen Einheit 2013 einen Dokumentarfilm, in dem 20 namhafte Schauspieler und Regisseure in jeweils 15 Minuten langen dokumentarischen Filmen ganz persönlich über die Region, aus der sie stammen oder das Bundesland, in dem sie leben, berichten.
Es entstanden so 16 Kurzfilme über 16 Bundesländer, die subjektiv und emotional aus Sicht der einzelnen „Macher“ berichten. An diesem Filmprojekt beteiligten sich alle neun Landesrundfunkanstalten der ARD.
Erstmals ausgestrahlt wurde 16 × Deutschland in zweimal zwei Stunden am Wochenende des 5. und 6. Oktober 2013, jeweils von 16.00 bis 18.00 Uhr im Ersten.

## Filme
Der Dokumentarfilm besteht aus folgenden 16 Teilfilmen:
- Bayern von Udo Wachtveitl
- Baden-Württemberg von Andres Veiel
- Hessen von Sung-Hyung Cho
- Brandenburg von Andreas Dresen
- Mecklenburg-Vorpommern von Charly Hübner
- Sachsen-Anhalt von Marcus Fitsch
- Niedersachsen von Rosa Hannah Ziegler
- Saarland von Sarah Moll
- Berlin von Sandra Maischberger und Jan Kerhart
- Nordrhein-Westfalen von Claus Wischmann
- Schleswig-Holstein von Lars Jessen und Rocko Schamoni
- Sachsen von Ina Borrmann
- Thüringen von Dominique Horwitz und Anna Schmidt
- Rheinland-Pfalz von Nico Hofmann und Julian Vogel
- Bremen von Jan Böhmermann
- Hamburg von Özgür Yıldırım